# Stevan Nađfeji
Stevan Nađfeji (in serbo Стеван Нађфеји?; Belgrado, 16 agosto 1979) è un ex cestista e allenatore di pallacanestro serbo.
È il fratello minore di Aleksandar Nađfeji.

## Carriera
Con la Jugoslavia universitaria ha disputato le Universiadi di Pechino 2001.

## Palmarès

### Giocatore
- YUBA liga: 1

Partizan Belgrado: 2001-02
- Coppa di Jugoslavia: 1

Partizan Belgrado: 2002